# Johann Friedrich Naumann
Johann Friedrich Naumann (Ziebigk, ma Südliches Anhalt része, 1780. február 14. – Prosigk, ma Südliches Anhalt része, 1857. augusztus 15.) német természettudós, rézmetsző és könyvszerkesztő. Sokan úgy tekintenek rá, mint az európai tudományos ornitológia megteremtőjére. Több könyvet jelentetett meg, egyebek közt Németország madárfaunájáról (1820–1844), illetve az országban előforduló madárfajok tojásairól (1818–1828). Apja, Johann Andreas Naumann (1744–1826) maga is lelkes természetbúvár volt, fivére, Carl Andreas Naumann (1786–1854) pedig hozzá hasonlóan madártannal foglalkozott.
Az ő nevét őrzi többek között a német ornitológiai társaság folyóirata, a Naumannia, de róla kapta tudományos nevét a fehérkarmú vércse (Falco naumanni) is. Zoológiai szakmunkákban nevének rövidítése: „J. F. Naumann”.

## Élete
Johann Friedrich Naumann Ziebigk településen született, mintegy 10 kilométerre délkeletre az anhalti Köthen városától, 1780. február 14-én, Johann Andreas Naumann, ismert természetkutató fiaként. Iskoláit Dessauban végezte, majd hazatért, és mezőgazdasági, botanikai, geológiai és ornitológiai tanulmányainak szentelte magát. Érdeklődése és munkássága a későbbiekben egyre inkább csak az ornitológiára, ezen belül is a németországi madárfauna kutatására és tanulmányozására összpontosult. 1822-ben Lipcsében adta ki első könyvét a német madárvilágról, Naturgeschichte der Vogel Deuttschlandts címmel, a 13 kötetes kiadvány illusztrációiként Naumann saját kezűleg készített rézkarcai szolgáltak. Később számos további madártani műnek is a szerzője volt.
1821-ben addigi madárgyűjteményét eladta Frigyes Ferdinánd anhalt-kötheni hercegnek 2,000 tallérért. Ezt követően kinevezték a kötheni várkastélyban található Ferdinandsbau gyűjteményének vezetőjévé, amely gyűjtemény 1835 óta nyilvánosan látogatható.

## Galéria

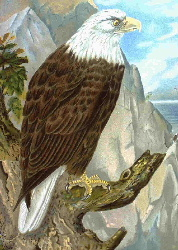
Kép a Naturgeschichte der Vögel Mitteleuropas (Közép-Európa madarainak természetrajza) című könyvéből
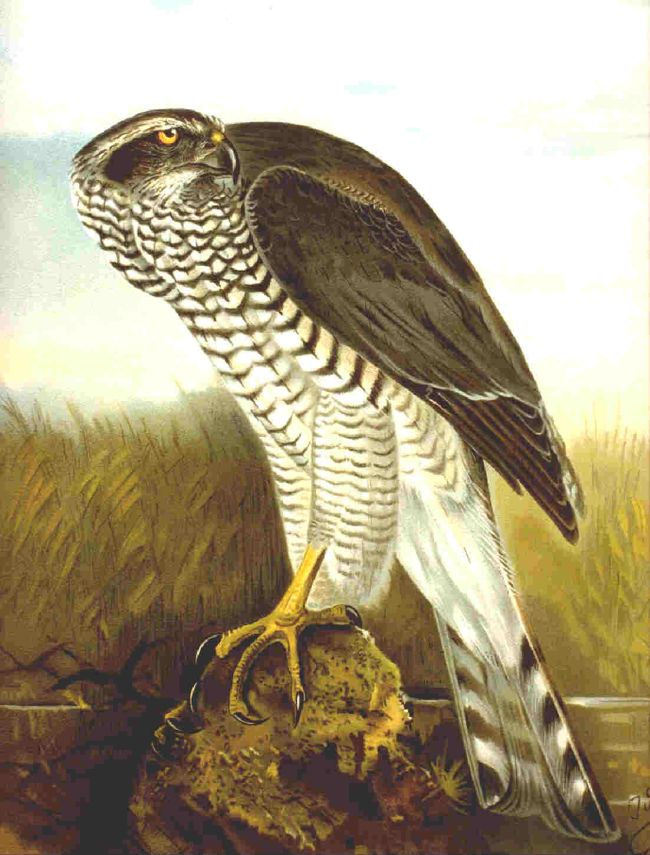
Héja (Accipiter gentilis) - Johann Friedrich Naumann rézmetszete
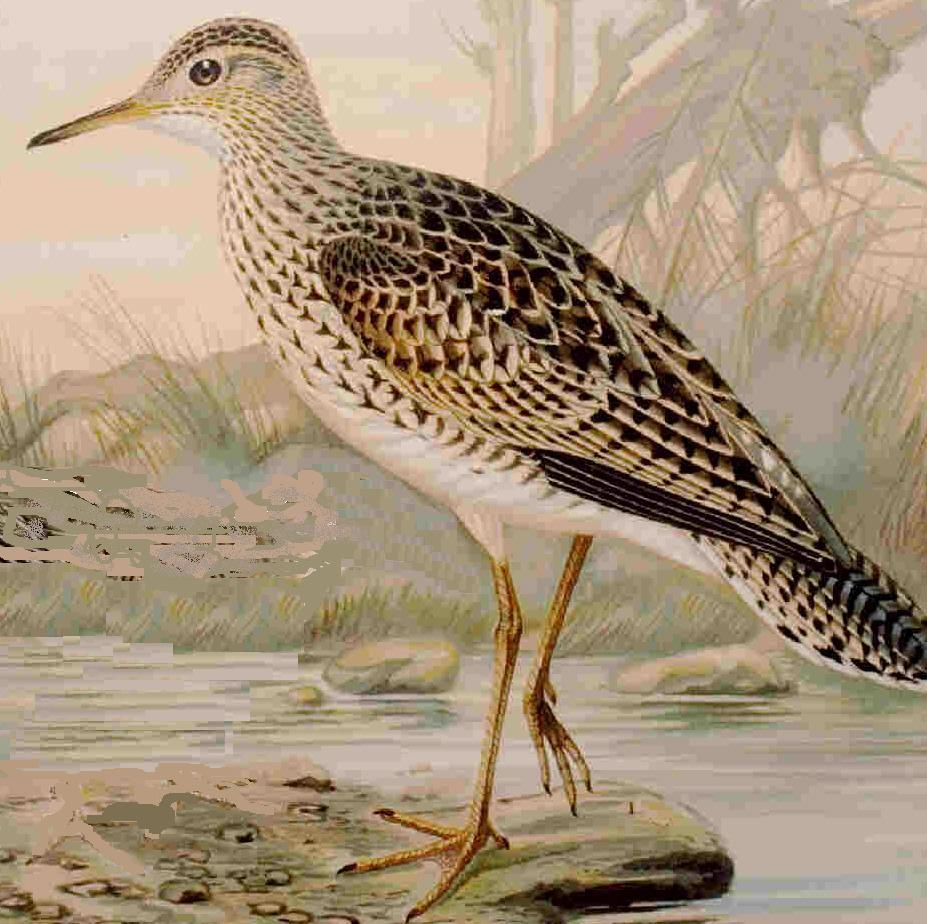
Hosszúfarkú cankó
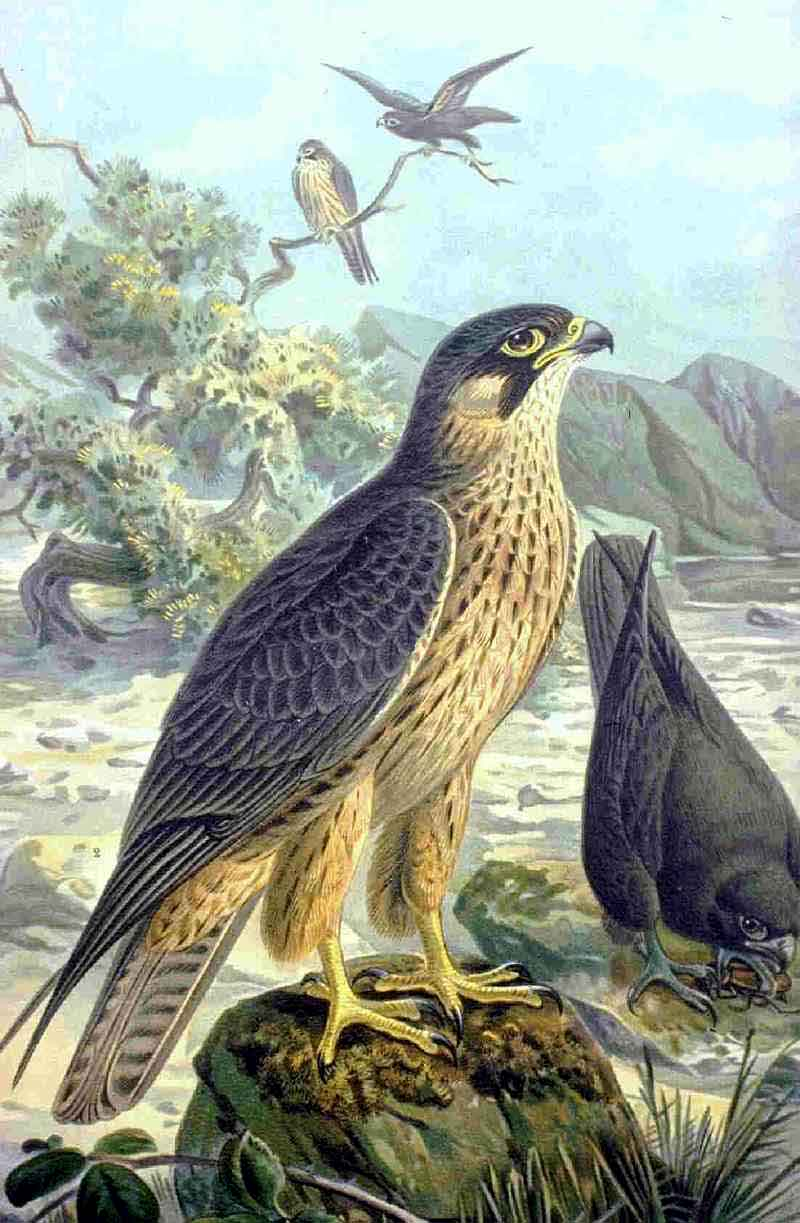
kormos sólyom.

## Fordítás
- Ez a szócikk részben vagy egészben  a   Johann Friedrich Naumann című angol Wikipédia-szócikk fordításán alapul.  Az eredeti cikk szerkesztőit annak laptörténete sorolja fel. Ez a jelzés csupán a megfogalmazás eredetét és a szerzői jogokat jelzi, nem szolgál a cikkben szereplő információk forrásmegjelöléseként.